# Карл Галльвіц
Карл Галльвіц (нім. Karl Gallwitz; 29 січня 1882, Пічен — 26 липня 1945, Берлін) — німецький військовий високопосадовець, міністерський директор люфтваффе.

## Біографія
В 1901/02 роках служив добровольцем в 52-му піхотному полку. Навчався у Вищих технічних училищах в Дармштадті (1902/04) і Шарлоттенбурзі (1904/06). 22 березня 1907 року прийнятий на службу у військово-будівельну адміністрацію в Потсдамі. З травня 1913 року служив у Військовому міністерстві. Учасник Першої світової війни. Після демобілізації служив у військово-будівельних управліннях. 16 травня 1933 року переведений в люфтваффе і призначений начальником відділу LD III (будівництво) Адміністративного управління Імперського міністерства авіації (RLM). З 1 лютого 1939 року — начальник відділу LD 5 (будівництво), а 17 вересня 1939 року очолив управлінську групу RLM з будівництва. Одночасно з 8 серпня 1940 по 31 серпня 1944 року був членом військово-кримінального суду вермахту. 5 травня 1944 року залишив пост у RLM і 31 серпня 1944 року був звільнений у відставку.

## Нагороди
- Почесний хрест ветерана війни з мечами
- Медаль «За вислугу років у Вермахті» 4-го, 3-го, 2-го і 1-го класу (25 років)

## Звання
- Однорічний доброволець (1 квітня 1901)
- Віцефельдфебель резерву (5 травня 1903)
- Дипломований інженер (14 липня 1906)
- Урядовий будівельний керівник (21 серпня 1906)
- Лейтенант резерву (22 березня 1907)
- Урядовий будівельний майстер (1 листопада 1909)
- Оберлейтенант резерву (16 січня 1915)
- Гауптман резерву (16 січня 1917)
- Службовець будівельного управління (17 листопада 1919)
- Урядовий будівельний радник (1 травня 1920)
- Старший урядовий будівельний радник (16 травня 1933)
- Міністерський радник (1 травня 1934)
- Міністерський диригент (1 серпня 1937)
- Міністерський директор (1 квітня 1940)